# 新盤浦站
新盤浦站（：／ Sinbanpo yeok */?）是首爾地鐵9號線沿線的一座地下車站，位於韓國首爾特別市瑞草區盤浦2洞。

## 車站構造
站體為2面2線側式月台的地下車站，候車月台設有月台幕門，並有4處出口。

### 月台配置
| 舊盤浦 ↑         |
| \| 上            |
| ↓ 高速巴士客運站 |

| 月台 | 路線           | 目的地                                                           |
| ---- | -------------- | ---------------------------------------------------------------- |
| 上行 | ●首爾地鐵9號線 | 汝矣島、金浦機場、開花方向                                       |
| 下行 | ●首爾地鐵9號線 | 新論峴、宣靖陵、綜合運動場、石村、奧林匹克公園、中央報勳醫院方向 |

## 歷史
- 2009年7月24日：落成啟用。

## 車站周邊
- 三光島
- 盤浦綜合運動場
- 盤浦漢江公園
- 京南購物中心
- 啓星初等學校
- 盤浦2洞行政福利中心
- 盤浦高爾夫球百貨公司

## 相鄰車站
首爾市地鐵9號線
●首爾地鐵9號線
一般
舊盤浦（921）－新盤浦（922）－高速巴士客運站（923）